# 海蘊
海蘊（學名：Nemacystus decipiens），或作絲狀水雲，是日本料理食材水雲的一種，屬於海蘊屬的一個褐藻纲物種。舊屬索藻目海蘊科:335，今屬水雲目索藻科。

## 描述
金棕色到深棕色，2-4.5厘米長的小型、圓盤狀的葉狀體附生於不同植物之上。是一種草。

## 外部連結
- 維基物種上的相關：海蘊
- M. D. Guiry. M. D. Guiry & G. M. Guiry , 编. . AlgaeBase.   [2020-11-09]. （原始内容存档于2021-10-23） （英语）.
- . FloraBase.   [2020-11-12]. （原始内容存档于2021-08-04） （英语）.